# Marcel Gianoli
Marcel Gianoli (Saint-Étienne, 7 juillet 1899 - Rueil-Malmaison, 21 novembre 1977) était un ingénieur aéronautique français.

## Biographie
Il est diplômé de l'École centrale Paris en 1921.
Comme ingénieur aéronautique, il a notamment travaillé dans les années 30 pour la firme Couzinet créatrice du célèbre Arc en Ciel piloté notamment par Jean Mermoz sur les lignes transatlantiques .
Il a été pionnier des systèmes de pilotage automatique des avions avec un système dit " autoptère" agissant sur les volets Flettner de lacet et de tangage.
Marins et plaisanciers se souviennent qu'il contribua à la victoire d'Eric Tabarly dans la Transat anglaise de 1964 en concevant un pilote automatique (dit régulateur d'allures) utilisant une pale aérienne agissant sur un volet Flettner immergé 